# Oliver Langewitz
Oliver Langewitz (* 1976 in Karlsruhe) ist ein deutscher Autor, Soziologe, Filmemacher und Kulturmanager.

## Leben
Mit einem Bruder wuchs Langewitz in Karlsruhe auf. Am Karlsruher Institut für Technologie studierte er von 1999 bis 2003 Literaturwissenschaft, Philosophie und Soziologie und promovierte im Jahr 2007 am dortigen Institut für Soziologie zum Thema „Die Filmgesellschaft“. Im Juni 2016 heiratete er die Schauspielerin Nadine Knobloch.

## Karriere
Von 2003 bis 2010 betrieb Langewitz das Filmlabel Bohemia Filmkunst, das sich auf die Veröffentlichung von unabhängigen Kurz- und Langfilmen spezialisiert hatte. 2003 arbeitete er auf der 50. Biennale in Venedig unter Christoph Schlingensief bei dessen Projekt Church of Fear mit. 2007 gründete er das Filmemacher-Netzwerk Filmboard Karlsruhe, dem er als Geschäftsführender Vorstand bis heute vorsteht. Hier betreute er bereits zahlreiche Kino- und TV-Filmproduktionen, darunter zum Beispiel Räuberhände, Kalt ist die Angst oder Labaule und Erben. Zudem produzierte er schon zahlreiche auf internationalen Filmfestivals vielbeachteten preisgekrönte Filme. Als Filmfestivalleiter der Independent Days war er maßgeblich an deren Weiterentwicklung zu einem internationalen Filmfestival beteiligt.

## Filmografie (Auswahl)
- 2003: Wir können alles. Außer Hollywood. Independent Days Vol. 01
- 2005: Sieben Kurze, Bitte! Independent Days Vol. 02
- 2007: Länge ist nicht alles! Independent Days Vol. 03
- 2008: The Lost Kids of Burundi
- 2014: alle anderen sind nicht gleich anders
- 2015: Der 8. Kontinent
- 2017: Geschichten aus der Heimat (Dokumentarfilm)

## Auszeichnungen
- San Francisco Film Awards 2015: Award of Merit, Kategorie: Feature Film
- World Documentary Award Jakarta 2016: Golden Award
- Los Angeles Independent Film Festival Awards 2016, Kategorie: Best Horror Short Award
- Hollywood International Moving Pictures Film Festival 2016, Kategorie: Best Horror Short Award
- Honolulu Filmfestival 2017: Special Jury Award
- OMICHKA Independent Film Festival 2017: Best Documentary Feature

## Leitungspositionen und Ämter
- Im Vorstand des Filmboard Karlsruhe, seit 2007
- Festivalleiter der Independent Days Internationale Filmfestspiele Karlsruhe, seit 2006
- Im Vorstand des Lions Club Karlsruhe-Mitte
- Im Vorstand von ausgeschlachtet – Verein zur Förderung der Kultur und Kommunikation auf dem Alten Schlachthof Karlsruhe
- Mit-Herausgeber der Schriftenreihe Karlsruher Schriftenreihe Wohnungssicherung am angespannten Wohnungsmarkt
- Mitglied im Deutschen Werkbund
- Mitglied in der AG Kurzfilm
- Mitglied in der AG Filmfestival
- Mitglied in der AG Filmfestival Baden-Württemberg
- Mitglied in der MEKA – Medieninitiative Karlsruhe
- Mitglied in der Deutschen Gesellschaft für Publizistik und Kommunikationswissenschaft
- Mitglied im Forum Recht
- Mitglied im Bundesverband der Kommunikatoren

## Sammlung Langewitz
Oliver Langewitz ist ein engagierter Kunstsammler. Seine rund 200 Werke umfassende Sammlung mit einem Schwerpunkt auf Makonde Schnitzkunst bildet den Grundstock seines Kunstmuseums auf dem Alten Schlachthof Karlsruhe. Seine Sammlung, die heute u. a. Werke von George Lilanga, Shepard Fairey, Armin Mueller-Stahl, Georg Schalla, Uwe Lindau und weiteren Künstlern umfasst.

## Publikationen (Auswahl)
- Kompendium der digitalen Postproduktion: Der Guide durch die moderne Welt der Film- und Video-Nachbearbeitung. Mediabook Verlag, Stein-Bockenheim, 2003, ISBN 978-3-932972-19-5.
- Jugendliche und Kampfsport. Persönlichkeitsentwicklung und Wertevermittlung in der Kampfsportausbildung. Cuvillier Verlag, Göttingen 2008, ISBN 978-3-7369-2221-1.
- Film und Internet. Über die Nutzung von Film- und Videocontent im Web 2.0. Cuvillier Verlag, Göttingen 2008, ISBN 978-3-7369-2703-2.
- Die Filmgesellschaft. Die Entwicklung einer kommunikationssoziologischen Austauschtheorie am Beispiel interdependenter Kommunikationen zwischen Akteuren im Filmsystem. Cuvillier Verlag, Göttingen 2008, ISBN 978-3-86727-483-8.
- Der Radiokonsum in Deutschland 2021. Mediennutzungsverhalten, Musikpräferenzen und Agenda-Setting. Cuvillier Verlag, Göttingen 2021. ISBN 978-3-7369-7443-2.
- mit Nadine Knobloch: Karlsruhe als Filmkulisse. Jeff S. Klotz Verlagshaus, Neulingen 2021, ISBN 978-3-948968-70-0.
- mit Kurt Schlegel und Elke Schlote: Wirkungsvolle Videos fürs Web für Dummies. Wiley-VCH Verlag, Weinheim 2024, ISBN 978-3-527-72114-6.